# カドミウムイエロー
カドミウムイエロー (cadmium yellow) は、黄色の無機顔料のひとつ。組成は、硫化カドミウム (CdS) 及び硫化亜鉛 (ZnS) である。セレン化カドミウム  (CdSe) を含有する。硫化亜鉛が多くなるほど白くなると共に青味が増し、セレン化カドミウムが多くなるほど黒く（暗く）なると共に赤くなる。
硫化カドミウムは天然には硫カドミウム鉱として存在する。カドミウム黄とも呼ばれる。絵具などを作った場合、その絵具はカドミウムイエローと呼ばれる。顔料と絵具を区別する必要がある場合、絵具がカタカナ表記で顔料が漢字表記というのが原則であり、この場合絵具をカドミウムイエロー、顔料をカドミウム黄と区別する。カドミウムイエローのColour Index Generic Nameは、Pigment Yellow 37、カドミウムジンクイエローのColour Index Generic Nameは、Pigment Yellow 35である。

## 概説
硫化カドミウムを主成分とするものは橙黄色〜鮮黄色を呈し、硫化カドミウム-硫化亜鉛（硫化カドミウムと硫化亜鉛の固溶体）を主成分とするものは鮮黄色〜淡黄色。着色力が大きく、耐アルカリ性・耐熱性・耐光性に優れているが、耐酸性が低く、カドミウムを含んでいるため有毒で高価である。かつては優れた耐熱性を利用してプラスチックの着色に多く使われてきたことでも知られている。アゾ系の黄色有機顔料が登場してからも、鮮明性に優れている為、塗料・インク、プラスチック・ゴム・ガラス・陶磁器の着色に使用されてきたが、カドミウムイエローと同等の堅牢性を持つ比較的鮮やかな黄色無機顔料のビスマスバナジウム黄が登場してからはビスマスバナジウムイエローに置き換えられ、2016年現在カドミウムイエローは絵具やプラスチックの着色に使われるのみとなっている。カドミウムイエローは淡色のものは淡色のビスマスバナジウム黄にも似た色合いであるが、濃色のカドミウム黄は濃色のビスマスバナジウム黄では到底及ばない、高彩度で不透明性の高い無機顔料である。
黄色絵具に使用される顔料としてアゾ系有機顔料はポピュラーであるが、有毒なカドミウムイエローも未だ使用されている。カドミウムイエローは高い不透明性と彩度により描画効率がよく、堅牢性にも優れる為に多くの画家に愛用されている。カドミウムイエローはその原料であるカドミウムが貴重な上有害である為、日本以外の国では純粋な硫化カドミウムからなるカドミウム黄及びカドミウムイエロー（PY37）は既に製造が中止されている。従って日本以外の国で製造・供給されているカドミウムイエローは全て、硫化カドミウム-硫化亜鉛からなるカドミウム黄である。特にヨーロッパでは低公害化の動きが活発で、PY37よりは毒性が弱いPigment Yellow 35に代替されている。しかしながら日本では2009年現在Pigment Yellow 37、Pigment Yellow 35ともに流通しており、絵具も販売されている。絵具においては発色及び効果の点においてアゾ系の黄色有機顔料はカドミウム黄の代替物にならないが、カドミウム黄と同じく黄色無機顔料のビスマスバナジウム黄は毒性がないためカドミウムイエローの代替物として絵具でも使用され始めている。

### カドモポンイエロー
硫化カドミウム或いは硫化亜鉛カドミウムと硫酸バリウム (BaSO4) の混合物をカドモポン黄若しくはカドモポンイエロー (cadmopone yellow) と呼ぶ。一般的なカドモポンイエローは硫酸バリウムを約60%含んでいる。カドモポンイエローは純粋なカドミウムイエローと比べると着色力やは劣る。但し、カドモポンイエローのほうが純粋なカドミウムイエローより安価であるため、高価なカドミウムイエローの代用品として使われる事がある。アメリカ合衆国でカドミウムイエローの生産が始まった時、生産されたカドミウムイエローは全てカドモポンイエローだったが、後にアメリカでも純粋なカドミウムイエローが生産されるようになった。硫化カドミウムと硫酸バリウムの混合物からなるカドモポンイエローのColour Index Generic Nameは、Pigment Yellow 37:1、硫化亜鉛カドミウムと硫酸バリウムの混合物からなるカドモポンイエローのColour Index Generic Nameは、Pigment Yellow 35:1である。

### カドミウムイエロー (純色)
純色のカドミウムイエローは金糸雀色や黄色に近い色をしている。

## カドミウムイエローと関連するもの

### カドミウムオレンジ、カドミウムレッド
カドミウム橙（Colour Index Generic Name Pigment Orange 20）・カドミウム赤（Colour Index Generic Name、Pigment Red 108）は橙色のカドミウム黄と同様硫化セレン化カドミウムであり、単にセレン化カドミウムの比率が大きいもののことである。Pigment Orange 73と同等かそれよりやや黄味の、赤橙色辺りが最も高彩度である。なおそのような顔料の屈折率はチタン白と殆ど同程度で極めて不透明である。

### カドミウムグリーン
カドミウムイエロー（カドミウム黄）は、「カドミウム緑」の原料にもなる。詳しくはカドミウムグリーンを参照。

### その他
ACMI (en)ラベルで「CL」などと表示されるカドミウム顔料と異なり、「AP」が使用される（より毒性が低いと考えられる）代用品としてはビスマスバナジウム黄がある。「ビスマスイエロー」、「プライムイエローレモン」等の名称で絵具として販売されているがあまり普及していない。
硫化カドミウムをジルコン(ZrSiO4)でコーティングしたものはセラミック顔料として使われている。